# Nikola Gjuzelev
Nikola Nikolaev Gjuzelev (in bulgaro Никола Николаев Гюзелев?, noto anche con la grafia Nicola Ghiuselev (Pavlikeni, 17 agosto 1936 – Sofia, 16 maggio 2014) è stato un basso bulgaro.

## Biografia
Dopo aver letto un'inserzione, si presentò a un'audizione per nuovi coristi nel coro accademico studentesco e sbalordì la giuria eseguendo l'aria di Ivan Susanin. In tal modo divenne membro della famosa corale diretta da Angel Manolov. Debuttò il 17 giugno del 1961 sul palcoscenico dell'opera nella parte di Timur nella Turandot di Giacomo Puccini.
La sua prima tournée all'estero come cantante lirico avvenne alla fine del gennaio 1963 con un gruppo di cantanti bulgari partiti per Barcellona, dove Gjuzelev fu Pimen nel Boris Godunov di Modest Petrovič Musorgskij. Nel giugno 1963, a Sofia, partecipò al Concorso mondiale per giovani talenti, ricevendo dieci minuti di ovazioni ininterrotte. Sempre nel 1963, tenne un concerto su Radio Parigi.
Nel 1965 cantò nel Don Carlos e nel Faust a Sofia, poi partì per la seconda tournée in Giappone. Dal 1976 Gjuzelev si esibì a Bruxelles, Barcellona, Londra, Sofia, Genova, Verona, Varsavia, Vienna, Mosca, Budapest, Madrid, Monaco di Baviera, Milano, Berlino, Atene, Perugia, Praga, Wiesbaden, Hartford, Seattle, Ginevra, Parigi, Bratislava, Buenos Aires, Napoli, Lecce, Parma, San Diego, Bonn, New York.
Nel 1992 incise Tancredi, Edipo a Colono e lo Stabat Mater di Rossini. Nel maggio dello stesso anno fu Mustafà ne L'italiana in Algeri, messa in scena alla Deutsche Oper di Berlino. Nel novembre 1993 guidò l'Accademia Bulgara, con il Boris Christoff, a Roma, e nel novembre 1994 gli venne conferito a Parma il premio "Verdi d'oro".

## Incisioni discografiche
| Anno | Titolo Ruolo                                | Cast                                                          | Direttore                         | Etichetta    |
| ---- | ------------------------------------------- | ------------------------------------------------------------- | --------------------------------- | ------------ |
| 1960 | Carmen Escamillo                            | Aleksandrina Milčeva-Nonova, Nikola Nikolov, Liljana Vasileva | Ivan Marinov                      | Laserlight   |
| 1964 | Les contes d'Hoffmann Lindorf               | Nicolai Gedda, Elisabeth Schwarzkopf, Victoria de los Ángeles | André Cluytens                    | EMI          |
| 1967 | La Gioconda Alvise Badoéro                  | Renata Tebaldi, Marilyn Horne, Carlo Bergonzi                 | Lamberto Gardelli                 | Decca        |
| 1969 | Gli ugonotti (Les Huguenots) Marcel         | Joan Sutherland, Martina Arroyo, Anastasios Vrenios           | Richard Bonynge                   | Decca        |
| 1973 | Aleko                                       | Blagovesta Karnobatlova-Dobreva, Dimităr Petkov               | Ruslan Rajčev                     | Capriccio    |
| 1976 | Chovanščina Dosifei                         | Dimităr Petkov, Aleksandrina Milčeva-Nonova, Todor Kostov     | Atanas Margaritov                 | Capriccio    |
| 1977 | La battaglia di Legnano Federico Barbarossa | José Carreras, Katia Ricciarelli, Matteo Manuguerra           | Lamberto Gardelli                 | Philips      |
| 1978 | Tancredi Orbazzano                          | Fiorenza Cossotto, Lella Cuberli, Werner Hollweg              | Gabriele Ferro                    | Warner Fonit |
| 1985 | Sneguročka Nonno Gelo                       | Elena Zemenkova, Aleksandrina Milčeva-Nonova, Stefka Mineva   | Stojan Angelov                    | Capriccio    |
|      | Attila                                      | Marie Krikorian, Lubomir Videnov, Bojko Zvetanov              | Vladimir Gjaurov                  | Laserlight   |
|      | Mefistofele                                 | Stefka Evastieva, Kaludi Kaludov                              | Ivan Marinov                      | LC Classics  |
| 1986 | Guerra e pace Mikhail Kutzov                | Galina Pavlovna Višnevskaja, Nicolai Gedda, Stefania Toczyska | Mstislav Leopol'dovič Rostropovič | Erato        |
|      | Chovanščina Dosifei                         | Nicolai Ghiaurov, Alexandrina Milcheva-Nonova, Zdravko Gadjev | Emil Čakărov                      | Sony         |
|      | Boris Godunov Pimen                         | Nicolai Ghiaurov, Stefka Mineva, Dimităr Petkov               | Emil Čakărov                      | Sony         |
|      | Ivan Susanin                                | Elena Stojanova, Rumen Dojkov, Hristina Angelakova            | Ivan Marinova                     | Capriccio    |
| 1987 | Il principe Igor' Principe Galitsky         | Boris Martinovič, Nicolai Gjiaurov, Stefka Evstatieva         | Emil Čakărov                      | Sony         |
| 1988 | Evgenij Onegin Gremin                       | Anna Tomowa-Sintow, Nicolai Gedda, Stefka Popangelova         | Emil Čakărov                      | Sony         |
| 1991 | Don Giovanni Leporello                      | Renato Bruson, Sona Gazharian, Giuseppe Sabbatini             | Neeme Järvi                       | Chandos      |
| 1997 | Turandot Timur                              | Francesca Patanè, Wolfgang Schmidt, Fiamma Izzo d'Amico       | Roberto Paternostro               | D. Classics  |